# Roslyn (South Dakota)
Roslyn is een plaats (town) in de Amerikaanse staat South Dakota, en valt bestuurlijk gezien onder Day County.

## Demografie
Bij de volkstelling in 2000 werd het aantal inwoners vastgesteld op 225.
In 2006 is het aantal inwoners door het United States Census Bureau geschat op 203, een daling van 22 (-9,8%).

## Geografie
Volgens het United States Census Bureau beslaat de plaats een oppervlakte van
0,5 km², geheel bestaande uit land. Roslyn ligt op ongeveer 568 m boven zeeniveau.

## Plaatsen in de nabije omgeving
De onderstaande figuur toont nabijgelegen plaatsen in een straal van 28 km rond Roslyn.